# Жестяная звезда
«Жестяная звезда» (англ. The Tin Star) — американский черно-белый малобюджетный кинофильм в жанре вестерна, снятый режиссёром Энтони Манном на студии Paramount Pictures в 1957 году. 
Специалисты считают фильм одним из лучших в творческом наследии Энтони Манна. «Жестяная звезда» номинировался на «Оскар» за лучший оригинальный сценарий.

## Сюжет
В маленький городок на Диком Западе приезжает «охотник за головами», бывший шериф Морг Хэкман (Генри Фонда).
Он привозит с собой тело преступника и пытается получить положенное вознаграждение у местного шерифа. У двадцатилетнего представителя закона Бена Оуэна (Энтони Перкинс), недавно назначенного на должность шерифа, конфликт с местными бандитами, во главе которых стоит Барт Богардус. Хэкман, на которого никто в городке не обращает внимание, берёт под защиту молодого шерифа и учит его, как следует поступать с преступниками.

## В ролях
- Генри Фонда — Морг Хикмен
- Энтони Перкинс — шериф Бен Оуэнс
- Бетси Палмер — Нона Мэйфилд
- Мишель Рей — Кип Мэйфилд
- Нэвилл Брэнд — Барт Богардус
- Джон Макинтайр — доктор Джозеф Дж. «Док» Маккорд
- Мэри Уэбстер — Милли Паркер
- Питер Болдуин — Зик Макгаффи
- Ли Ван Клиф — Эд Макгаффи

## Премии
- Премия BAFTA за заслуги в области кинематографа за 1957 год (Лондон, 1958).